# Romano Calò
Romano Calò (6 de mayo de 1883-17 de agosto de 1952) fue un actor teatral, cinematográfico y de doblaje, así como director, de nacionalidad italiana.

## Biografía
Nacido en Roma, Italia, en el seno de una familia de magistrados, inició estudios universitarios, pero la pasión artística acabó por imponerse. 
En los primeros años del siglo XX trabajó para la compañía dramática del teatro moderno con Italy Corsari y Enzo Gainotti, bajo la dirección de Luigi Antonelli
Junto a Letizia Bonini fundó, en 1934, una compañía de espectáculos que él dirigió. En la misma actuaron en la actores de la época como Nino Crisman y Nella Maria Bonora
En la Italia de los años 1929 a 1931 se prohibió el doblaje, por lo que se debía eliminar el sonoro de los filmes. Para superar dicho inconveniente se recurrió a diversas estratagemas, participando Romano Calò en una de las más curiosas: se añadían escenas en las cuales actores italianos repetían escenas en las cuales antes habían actuado intérpretes estadounidenses.
Finalizada la Segunda Guerra Mundial, Calò fue a vivir a Suiza, donde colaboró con Tino Erler en la Radio Monteceneri, emitiendo diversas obras en lengua italiana con la participación de varios actores italianos, entre ellos Liliana Feldmann, Andreína Pagnani, Renato Simoni y Marcello Giorda.
Romano Calò falleció en 1952 en Lugano, Suiza.

## Trabajo radiofónico
EIAR
- Il testimone silenzioso, de Jacques De Leon y Jacques Célestin, con Sandro Ruffini, Laura Adani y Romano Calò. 26 de febrero de 1933.
- Musica di foglie morte, de Rosso di San Secondo, con Nella Maria Bonora, Misa Mari y Romano Calò. Dirección de Aldo Silvani. 12 de noviembre de 1939.
- La ballata del grande invalido, de Ernesto Caballo, con Romano Calò, Nella Maria Bonora y Giovanni Cimara. Dirección de Aldo Silvani. 15 de noviembre de 1939.

RAI
- Aurelia, de Giuseppe Lanza, con Romano Calò, Mercedes Brignone y Enrica Corti. Dirección de Enzo Ferrieri. 11 de julio de 1949.

## Filmografía
- Il bacio di Cirano, de Carmine Gallone (1919)
- La straniera, de Amleto Palermi y Gaston Ravel (1930)
- La donna di una notte, de Amleto Palermi (1931)
- Acciaio, de Walter Ruttmann (1937)
- Il treno delle 21,15, de Amleto Palermi 1933[4]
- L'anonima Roylott, de Raffaello Matarazzo (1936)
- Gli ultimi giorni di Pompei, de Mario Mattoli (1937)
- I fratelli Castiglioni, de Corrado D'Errico (1937)
- Il conte di Brechard, de Mario Bonnard (1938)
- Il diario di una stella, de Mattia Pinoli, Domenico Valinotti (1940)
- Il bravo di Venezia, de Carlo Campogalliani (1941)
- La primadonna, de Ivo Perilli (1943)
- L'ultima speranza, de Leopold Lindtberg (1945)